# روبرت شال
روبرت شال (بالفرنسية: Robert Challe)‏ كاتب فرنسي، وُلد في باريس عام 1659. يعد واحد من أبرز الكتاب في أواخر السابع عشر وأوائل القرن الثامن عشر. يبرز من بين أهم أعماله كل من  صعوبات عن الدين، والتي نسبها الكتاب المعاصرين للشاب فولتير، ورواياته الشهيرة  اللامعات الفرنسيات،  يوميات سفر لجزر الهند الشرقية،  ذكريات متقطعة عام 1716، إضافة إلى تتمة لقصة الفارس المثير للإعجاب دون كيخوتي دي لا مانتشا التي كتبها فرانسوا فيليو سانت مارتن عام 1677، والتي حملت اسم تتمة لقصة الفارس المثير للإعجاب دون كيخوتي دي لا مانتشا. وتُوفي في شارتر عام 1721.